# إميلي هولمز
اميلي هولمز (بالإنجليزية: Emily Holmes) (و. 1977 – م) هي ممثلة، من كندا، ولدت في أوتوا.

## وصلات خارجية
- إميلي هولمز على موقع IMDb (الإنجليزية)
- إميلي هولمز على موقع ألو سيني (الفرنسية)
- إميلي هولمز على موقع أول موفي (الإنجليزية)
- إميلي هولمز على موقع قاعدة بيانات الأفلام السويدية (السويدية)
- إميلي هولمز على موقع قاعدة بيانات الفيلم (الإنجليزية)
- إميلي هولمز على موقع كينوبويسك (الروسية)